# Ahmed Adel (calciatore 1987)
Ahmed Adel Abd El-Moneam (in arabo احمد عادل عبد المنعم‎?; Porto Said, 10 aprile 1987) è un calciatore egiziano, portiere dell'Ismaily.

## Carriera

### Club
Proveniente dal settore giovanile dell'Al-Ahly, esordisce in prima squadra il 10 aprile 2008 in Petrojet-Al-Ahly (1-3), subentrando al 77' al posto di Amir Abdelhamid.
Il 21 settembre 2008 esordisce nella CAF Champions League (massima competizione continentale africana, nota anche come Coppa dei Campioni d'Africa), in occasione della partita - valida per la sesta giornata della fase a gironi della competizione - disputata contro l'ASEC Mimosas.
Complice la partenza di Essam El-Hadary, nel 2009 diventa il portiere titolare della rosa. Con l'arrivo tra i pali di Sherif Ekramy torna a coprire il ruolo di secondo. Il 13 gennaio 2014 rinnova il proprio contratto per altre tre stagioni.

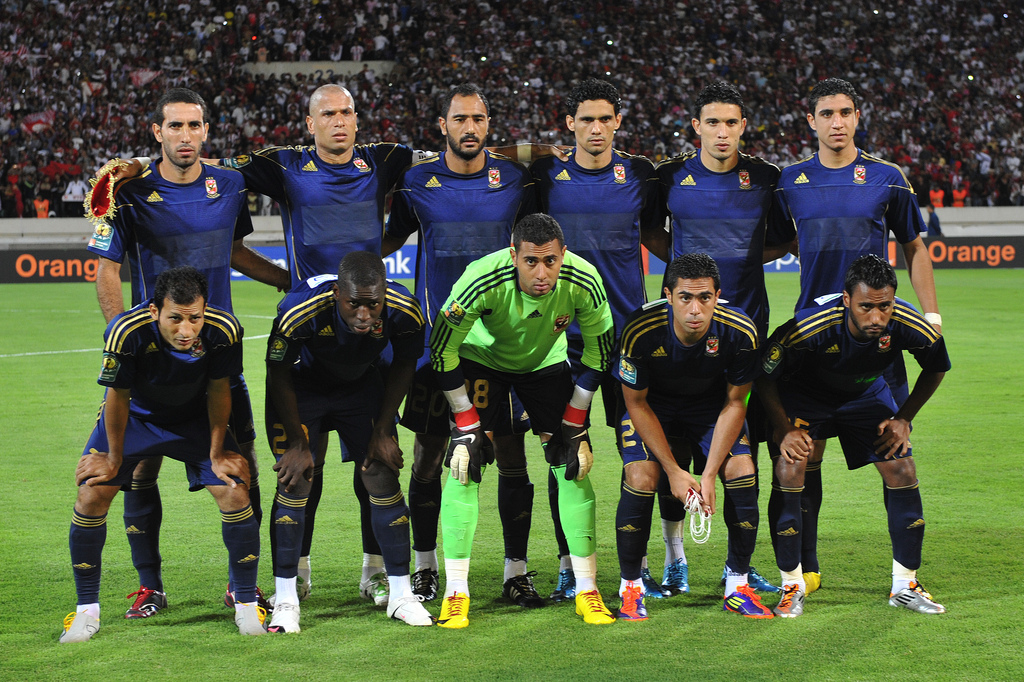
Adel ritratto insieme ai propri compagni di squadra nel 2011.

In scadenza di contratto, il 27 gennaio 2018 firma un contratto di due anni e mezzo con il Misr Lel Makasa.

### Nazionale
Nel 2005 ha preso parte ai Mondiali Under-20, disputati in Olanda. Durante la manifestazione ha coperto il ruolo di terza scelta, alle spalle di Hamada Shaaban e Amir Tawfik.

## Statistiche

### Presenze e reti nei club
Statistiche aggiornate al 27 agosto 2022.
| Stagione               | Squadra                | Campionato             | Campionato | Campionato | Coppe nazionali | Coppe nazionali | Coppe nazionali | Coppe continentali | Coppe continentali | Coppe continentali | Altre coppe | Altre coppe | Altre coppe | Totale | Totale |
| Stagione               | Squadra                | Comp                   | Pres       | Reti       | Comp            | Pres            | Reti            | Comp               | Pres               | Reti               | Comp        | Pres        | Reti        | Pres   | Reti   |
| ---------------------- | ---------------------- | ---------------------- | ---------- | ---------- | --------------- | --------------- | --------------- | ------------------ | ------------------ | ------------------ | ----------- | ----------- | ----------- | ------ | ------ |
| 2007-2008              | Al-Ahly                | PL                     | 6          | -6         | CE              | 0               | 0               | CCL                | 1                  | -2                 | SE          | 0           | 0           | 7      | -8     |
| 2008-2009              | Al-Ahly                | PL                     | 0          | 0          | CE              | 0               | 0               | CCL+CC             | 0                  | 0                  | SE+SA+Cmc   | 0           | 0           | 0      | 0      |
| 2009-2010              | Al-Ahly                | PL                     | 23         | -18        | CE              | 0               | 0               | CCL                | 4                  | -7                 | SE          | 0           | 0           | 27     | -25    |
| 2010-2011              | Al-Ahly                | PL                     | 16         | -12        | CE              | 0               | 0               | CCL                | 10                 | -7                 | SE          | 0           | 0           | 26     | -19    |
| 2011-2012              | Al-Ahly                | PL                     | 1          | 0          | -               | -               | -               | CCL                | 0                  | 0                  | -           | -           | -           | 23     | 0      |
| 2012-2013              | Al-Ahly                | PL                     | 0          | 0          | CE              | 0               | 0               | CCL                | 0                  | 0                  | SE+SA+Cmc   | 0           | 0           | 0      | 0      |
| 2013-2014              | Al-Ahly                | PL                     | 2          | 0          | CE              | 0               | 0               | CCL+CC             | 0+2                | -2                 | SA+Cmc      | 0           | 0           | 4      | -2     |
| 2014-2015              | Al-Ahly                | PL                     | 10         | -7         | CE              | 1               | 0               | CCL+CC             | 0+2                | -1                 | SE+SA       | 0           | 0           | 13     | -8     |
| 2015-2016              | Al-Ahly                | PL                     | 8          | -8         | CE              | 5               | -5              | CCL                | 6                  | -2                 | SE          | 0           | 0           | 19     | -15    |
| 2016-2017              | Al-Ahly                | PL                     | 1          | -1         | CE              | 0               | 0               | CCL                | 0                  | 0                  | SE          | 0           | 0           | 1      | -1     |
| 2017-gen. 2018         | Al-Ahly                | PL                     | 3          | -2         | CE              | 0               | 0               | ACC+CCL            | 0                  | 0                  | SE          | 0           | 0           | 3      | -2     |
| Totale Al-Ahly         | Totale Al-Ahly         | Totale Al-Ahly         | 70         | -54        |                 | 6               | -5              |                    | 25                 | -21                |             | 0           | 0           | 101    | -80    |
| gen.-giu. 2018         | Misr Lel Makasa        | PL                     | 11         | -4         | CE              | 0               | 0               | CCL                | 0                  | 0                  | -           | -           | -           | 11     | -4     |
| 2018-2019              | Misr Lel Makasa        | PL                     | 30         | -31        | CE              | 2               | -2              | -                  | -                  | -                  | -           | -           | -           | 32     | -33    |
| 2019-2020              | Misr Lel Makasa        | PL                     | 2          | -2         | CE              | 1               | -1              | -                  | -                  | -                  | -           | -           | -           | 3      | -3     |
| Totale Misr Lel Makasa | Totale Misr Lel Makasa | Totale Misr Lel Makasa | 43         | -37        |                 | 3               | -3              |                    | 0                  | 0                  |             | -           | -           | 46     | -40    |
| 2020-2021              | El-Gouna               | PL                     | 9          | -16        | CE              | 0               | 0               | -                  | -                  | -                  | -           | -           | -           | 9      | -16    |
| 2021-2022              | Ismaily                | PL                     | 5          | -9         | CE              | 0               | 0               | -                  | -                  | -                  | -           | -           | -           | 5      | -9     |
| 2022-2023              | Ismaily                | PL                     | 0          | 0          | CE              | 0               | 0               | -                  | -                  | -                  | -           | -           | -           | 0      | 0      |
| Totale Ismaily         | Totale Ismaily         | Totale Ismaily         | 5          | -9         |                 | 0               | 0               |                    | -                  | -                  |             | -           | -           | 5      | -9     |
| Totale carriera        | Totale carriera        | Totale carriera        | 127        | -116       |                 | 9               | -8              |                    | 25                 | -21                |             | 0           | 0           | 161    | -145   |

## Palmarès

### Club

#### Competizioni nazionali
- Campionato egiziano: 7

Al-Ahly: 2007-2008, 2008-2009, 2009-2010, 2010-2011, 2013-2014, 2015-2016, 2016-2017
- Supercoppa d'Egitto: 7

Al-Ahly: 2007, 2008, 2010, 2012, 2014, 2015, 2017
- Coppa d'Egitto: 1

Al-Ahly: 2016-2017

#### Competizioni internazionali
- CAF Champions League: 3

Al-Ahly: 2008, 2012, 2013
- Supercoppa CAF: 3

Al-Ahly: 2009, 2013, 2014
- Coppa della Confederazione CAF: 1

Al-Ahly: 2014